# リカルド・モラレス
リカルド・モラレス（Richard Morales, 1975年2月21日 - ）は、ウルグアイ出身の元サッカー選手。現役時代のポジションはフォワード。

## 経歴
2001年、W杯南米予選でウルグアイ代表に招集される。当時のウルグアイ代表は長らく本大会から遠ざかっていたが、南米5位と言う結果でオセアニア地区代表とのプレーオフに進出する。オーストラリア代表とのプレーオフの初戦は落としたものの、2試合目に彼が決めた2得点でオーストラリアを上回り、3大会ぶりの出場を決めた。W杯日韓大会のグループリーグでは3位という結果で1次ラウンド敗退となったが、最終戦のセネガル戦では0-3の劣勢からモラレスが交代後わずか16秒後に反撃ののろしとなるゴールを挙げ、最終的に3-3と引き分ける事となった。交代してからゴールを決めるまで16秒という数字は2022年現在、ワールドカップ史上最短記録である。

## 代表歴

### 出場大会
- ウルグアイ代表
  - 2002 FIFAワールドカップ

### 試合数
- 国際Aマッチ 27試合 6得点（2001年-2005年）[2]

| ウルグアイ代表 | 国際Aマッチ | 国際Aマッチ |
| 年             | 出場        | 得点        |
| -------------- | ----------- | ----------- |
| 2001           | 8           | 3           |
| 2002           | 7           | 3           |
| 2003           | 0           | 0           |
| 2004           | 4           | 0           |
| 2005           | 8           | 0           |
| 通算           | 27          | 6           |